# 盤枝軸孔珊瑚
盤枝軸孔珊瑚（学名：Acropora latistella）为軸孔珊瑚科軸孔珊瑚屬下的一个种。